# برايك إت أوف
بريك إت أوف هي أغنية سجلتها المغنية البربادوسية ريانا لألبومها الإستديو الثاني، آ قيرل لايك مي (2006). الأغنية من كتابة شون بول، ودونوفان بينيت، وكي. فورد، وريانا، ومن إنتاج دون كورليون. صدرت الأغنية يوم 13 نوفمبر، 2006، كأغنية منفردة رابعة وأخيرة من الألبوم. «بريك إت أوف» هي أغنية آر أند بي-دانسهول، التي تحتوي على لحن إلكترو-ريغي. تلقت الأغنية ردود فعل إيجابية، مع مراجعات كانت تشيد بين اشتراك ريانا مع شون بول.

## الأداء التجاري
في الولايات المتحدة، دخلت «بريك إت أوف» لأول مرة المركز الأربعين على الرسم الأمريكي لأغاني البوب يوم 18 نوفمبر، 2006. بلغت الأغنية ذروتها في المركز السادس يوم 24 فبراير، 2007. دخلت الأغنية لأول مرة على الرسم الأمريكي بيلبورد هوت 100 في المركز الخامس والتسعين يوم 9 ديسمبر، 2006. بلغت الأغنية ذروتها في المركز التاسع.

## الجوائز والترشيحات
| السنة | الحفل               | البلد المضيف | الفئة               | النتيجة | المصادر |
| ----- | ------------------- | ------------ | ------------------- | ------- | ------- |
| 2007  | جوائز بي إم آي لندن |              | الأغنية الأكثر أداءً | فوز     | [ 5 ]   |
| 2008  | جوائز بي إم آي بوب  |              | الأغنية الأكثر أداءً | فوز     | [ 6 ]   |

## الصيغ وقائمة الأغاني
- تحميل رقمي[7]

1. «بريك إت أوف» – 3:33

## الرسوم البيانية

### الرسوم البيانية الأسبوعية
| المخطط (2007)                          | المركز | المصادر |
| -------------------------------------- | ------ | ------- |
| بلجيكا (Ultratop 50 Flanders)          | 10     | [ 8 ]   |
| الولايات المتحدة (Billboard Hot 100)   | 9      | [ 9 ]   |
| الولايات المتحدة (Billboard Pop Songs) | 6      | [ 10 ]  |

## تاريخ الإصدار
| الدولة           | التاريخ         | نوع الإصدار            | الشركة المنتجة | المصادر |
| ---------------- | --------------- | ---------------------- | -------------- | ------- |
| الولايات المتحدة | 13 نوفمبر، 2006 | كونتيمبوراري هيت راديو | ديف جام        | [ 11 ]  |
| أستراليا         | 27 فبراير، 2007 | تحميل رقمي             | ديف جام        | [ 7 ]   |